# 市瀬英俊
市瀬 英俊（いちのせ ひでとし、1963年10月12日 - ）は、日本のスポーツライターである。東京都生まれ。

## 来歴・人物
大学生だった1984年より、ベースボール・マガジン社（BBM）『週刊プロレス』（週プロ）編集部のアルバイトを経験。千葉大学法経学部卒業後BBMへ入社。週プロ編集部記者となり、主に全日本プロレスとジャパン女子プロレス、ジャパン女子分裂後はJWP女子プロレスを担当。週プロ編集部は1998年まで在籍し、同年中に野球雑誌『週刊ベースボール』編集部を経て退社。
退社後は、プロ野球やプロレスを中心とするフリーのスポーツライターとして活動しており、古巣BBM発行の雑誌にも寄稿している。
野球に造詣が深く、特にプロ野球はヤクルトスワローズのファンであると、寄稿したBBM発行のムック本で綴られている。なお、贔屓にしている選手として大杉勝男の名を挙げている。
ジャイアント馬場からは「一休」と呼ばれ、可愛がられていた。

## 全日本プロレスの記者として
週プロ編集部在籍時には長らく全日本プロレスの担当記者であった。これは市瀬自身が全日本ファンであった事と、市瀬がアルバイトで編集部入りしてしばらくの間は週プロ編集部と全日本との関係があまり良くなく、1986年には取材拒否状態になってしまった事にも起因している。週プロ編集部は、まだ顔が割れていない市瀬に一般のチケットを与えて観客を装い、試合を観戦して来て貰って会場の様子などを上司に伝える「潜伏取材」をさせていたのである。その後、1986年11月の輪島大士デビュー戦を持って、全日本側が取材拒否を解き、市瀬も晴れて記者として会場に足を運べるようになった。
また、この頃『週刊ベースボール』で、年に一度のお楽しみ企画となっていた「選手名鑑」の企画を週プロにも掲載してはどうかと当時の編集長ターザン山本に提案した。市瀬自身はこの企画を「オジサン達との会話」に狙いを定めていた。これは普段接点が少なく敷居の高かったベテラン選手と会話する機会を得るという狙いも兼ねていた。

### 超世代軍の台頭と四天王プロレス時代に携わり
1990年にSWS勢の大量離脱後、市瀬と同世代の三沢光晴・川田利明・小橋建太・菊池毅らによる「超世代軍」が台頭する。彼らの台頭には市瀬の出筆意欲も掻き立てられ「共に闘っているような、ハイな気分になっていた」と後日談として語っている。
その後も前述の三沢・川田・小橋に加え、田上明を加えた四天王プロレスの代弁者としてB,M社退社直前の1998年6月まで試合リポートを担当する。
また2008年に発行された、週刊プロレス別冊『四天王プロレスFILE』の事実上主筆を勤める。
2009年の三沢急逝時は、生前の三沢をよく知る人物として市瀬が様々なメディアから取材を受ける一方で、三沢との関係が最もデリケートであった川田へのインタビューも担当した。
2009年発売の週刊プロレス別冊『プロレス平成20年史』では、週プロ編集顧問の宍倉清則より「市瀬記者は派手さや大袈裟さを好まない記事構成で、いかにも全日本ファンらしい（馬場イズムをよく理解している）」と評された。
一方では、1996年のターザン山本体制時の「地方で手を抜く新日本」に端を発した新日本プロレスからの取材拒否の際に派生することになる週プロと週刊ゴングとの誌面上で激しいやりとりをした際には市瀬もゴングへの批評記事を書くことになり批評記事を書いた結果、金澤克彦より市瀬の記事に対する反論記事をゴング誌に掲載されたこともある。

## 著書
- ジャイアント馬場写真集 永久保存版（1999年5月、ベースボール・マガジン社。ISBN 4583045700）※編集。
- ジャイアント馬場 王道ミュージアム（2005年2月、エンターブレイン。ISBN 4757721862）※構成担当。馬場元子（監修）との共著。
- 俺たちの週刊プロレス 『編集部発25時』プレイバック Part.2（B.B.MOOK 278 スポーツシリーズ No.169。2003年12月、ベースボール・マガジン社。ISBN 4583612494）※共著。
- 甲子園の鼓動（2008年8月8日、竹書房。ISBN 4812435676）※6人との共著。
- ワールドプロレスリングの時代 金曜夜8時のワンダーランド（2009年2月20日、朝日新聞出版。ISBN 9784022505255）※岡田一成[17]（監修・回想）との共著。
- 痛みの価値 馬場全日本「王道プロレス問題マッチ」舞台裏 (プロレス激活字シリーズvol.1) （2015年10月14日、双葉社。ISBN 9784575309508
- 夜の虹を架ける 四天王プロレス｢リングに捧げた過剰な純真（2019年2月6日、双葉社）